# Sverre Stenersen
Pour les articles homonymes, voir Stenersen.
Sverre Stenersen, né le 18 juin 1926 et décédé le 17 décembre 2005, est un coureur du combiné nordique, sauteur à ski et fondeur norvégien. Il est champion olympique en 1956 et du monde en 1954.

## Biographie
Originaire du nord de la Norvège, il émigre à Oslo dans le sud, où il travaille aussi en tant que bucheron.
Licencié au club de Målselv IL, il a émergé au niveau national en 1951, obtenant sa sélection pour les Jeux olympiques d'hiver de 1952 à Oslo, où il décroche la médaille de bronze en combiné nordique derrière Simon Slåttvik et Heikki Hasu et court une épreuve de ski de fond (27e du dix-huit kilomètres). En 1954, il devient de manière surprise champion du monde à Falun. Un an plus tard, il est récompensé par la Médaille Holmenkollen, plus haute distinction du ski norvégien.
C'est en 1956, que Sverre Stenersen obtient le plus de résultats, remportant le titre olympique du combiné à Cortina d'Ampezzo ainsi que le Festival de ski d'Holmenkollen et les Jeux du ski de Lahti toujours en combiné nordique. Entre 1954 et 1958, il est champion chaque année du combiné nordique. Il prend part aussi au saut à ski durant ces jeux (résultat : 35e).
En 1958, il est médaillé d'argent aux Championnats du monde, derrière Paavo Korhonen. Il se retire du sport de haut niveau en 1960, après sa troisième apparition aux Jeux olympiques à Squaw Valley, se classant septième en combiné.
Il est né et mort à Målselv.

## Palmarès

### Jeux olympiques
| Épreuve / Édition | Oslo 1952 | Cortina d'Ampezzo 1956 | Squaw Valley 1960 |
| Combiné nordique  | Bronze    | Or                     | 7e                |
| Saut à ski        |           | 35e                    |                   |
| Ski de fond 18km  | 27e       |                        |                   |

Les Jeux olympiques comptent également comme championnats du monde sauf pour le combiné nordique.

### Championnats du monde
| Épreuve / Édition | Épreuve / Édition | Falun 1954 | Lahti 1958 |
| Combiné nordique  | Combiné nordique  | Or         | Argent     |

## Autres
- Festival de ski d'Holmenkollen :
  - Vainqueur en 1955, 1956 et 1959 (partagé avec Gunder Gundersen)[2].
- Jeux du ski de Lahti :
  - Vainqueur en 1956, 1957, 1959 et 1960.

## Distinction
Il a reçu la Médaille Holmenkollen en 1955.